# Transformação de cisalhamento

Um cisalhamento horizontal do plano com coeficiente m = 1.25, ilustrado por seu efeito (em verde) em uma grade retangular e algumas figuras (em azul). O ponto preto é a origem.

Em geometria plana, uma transformação de cisalhamento é uma transformação linear, que desloca cada ponto em uma direção fixada, por um montante proporcional à sua distância com sinal de uma reta que é paralela à direção.
Um exemplo é a transformação que leva qualquer ponto com coordenadas {\displaystyle (x,y)} para o ponto {\displaystyle (x+2y,y)}. Neste caso, o deslocamento é horizontal, a reta fixada é o eixo {\displaystyle x}, e a distância com sinal é a coordenada {\displaystyle y}. Note que pontos de lados opostos da reta de referência são deslocados em sentidos opostos.
Transformações de cisalhamento não devem ser confundidas com rotações. A aplicação de um cisalhamento a um conjunto de pontos do plano irá alterar todos os ângulos entre eles (exceto ângulos retos), e o comprimento de qualquer segmento de reta que não é paralelo à direção de deslocamento. Portanto, elas normalmente distorcerão a forma de uma figura geométrica, por exemplo, transformando quadrados em paralelogramos não-quadrados, e círculos em elipses. No entanto, um cisalhamento preserva a área de figuras geométricas e o alinhamento e distâncias relativas de pontos colineares. Uma transformação de cisalhamento é a principal diferença entre os estilos de letras vertical e inclinada (ou itálico).

Em dinâmica de fluidos de uma transformação de cisalhamento representa o fluxo de fluido entre as placas paralelas em movimento relativo.

A mesma definição é utilizada na geometria tridimensional, exceto que a distância é medida a partir de um plano fixo. Uma transformação de cisalhamento no espaço tridimensional preserva o volume de figuras sólidas, mas altera as áreas de figuras planas (exceto aquelas que são paralelas ao deslocamento). 
Esta transformação é usada para descrever o fluxo laminar de um fluido entre placas, uma se movendo em um plano  paralelo e acima da primeira.
No espaço Cartesiano {\displaystyle \mathbb {R} ^{n}} geral {\displaystyle n}-dimensional a distância é medida a partir de um hiperplano  fixo paralelo à direção de deslocamento. Esta transformação geométrica é uma transformação linear de {\displaystyle \mathbb {R} ^{n}} que preserva a medida {\displaystyle n}-dimensional (hipervolume) de qualquer conjunto.

## Definição

### Cisalhamento horizontal e vertical do plano

Através de uma transformação de cisalhamento codificada em SVG,
um retângulo se torna um paralelogramo.

No plano {\displaystyle \mathbb {R} ^{2}=\mathbb {R} \times \mathbb {R} }, um cisalhamento horizontal (ou cisalhamento paralelo ao eixo x) é uma função que leva um ponto genérico de coordenadas {\displaystyle (x,y)} para o ponto {\displaystyle (x+my,y)}; em que {\displaystyle m} é um parâmetro fixo, chamado fator de cisalhamento.
O efeito desta transformação é o deslocamento de cada ponto horizontalmente por uma quantidade proporcionalmente à sua coordenada  {\displaystyle y}. Qualquer ponto acima do eixo {\displaystyle x} é deslocado para a direita (aumentando {\displaystyle x}) se {\displaystyle m>0}, e para a esquerda se {\displaystyle m<0} Os pontos abaixo do eixo {\displaystyle x} se movimentam no sentido oposto, enquanto que os pontos sobre o eixo permanecem fixos.
As retas paralelas ao eixo {\displaystyle x} permanecem onde estão, enquanto todas as outras retas são giradas, através de vários ângulos, sobre o ponto em que elas cruzam o eixo {\displaystyle x}. As retas verticais, em particular, tornam-se retas oblíquas com inclinação {\displaystyle 1/m}. Portanto, o fator de cisalhamento {\displaystyle m} é a cotangente do ângulo {\displaystyle \varphi } segundo o qual as retas verticais são inclinadas, o chamado ângulo de inclinação.
Se as coordenadas de um ponto forem escritas como um vetor coluna (uma matriz 2×1), a transformação de cisalhamento pode ser escrita como uma multiplicação por uma matriz 2×2:
{\displaystyle {\begin{pmatrix}x^{\prime }\\y^{\prime }\end{pmatrix}}={\begin{pmatrix}x+my\\y\end{pmatrix}}={\begin{pmatrix}1&m\\0&1\end{pmatrix}}{\begin{pmatrix}x\\y\end{pmatrix}}.}
Um cisalhamento vertical (ou cisalhamento paralelo ao eixo {\displaystyle y}) de retas é semelhante, exceto pelo fato de que os papéis de {\displaystyle x} e de {\displaystyle y} são trocados. Isto corresponde a multiplicar o vetor de coordenadas pela transposta da matriz:
{\displaystyle {\begin{pmatrix}x^{\prime }\\y^{\prime }\end{pmatrix}}={\begin{pmatrix}x\\mx+y\end{pmatrix}}={\begin{pmatrix}1&0\\m&1\end{pmatrix}}{\begin{pmatrix}x\\y\end{pmatrix}}.}
O cisalhamento vertical desloca pontos à direita do eixo {\displaystyle y} para cima ou para baixo, dependendo do sinal de {\displaystyle m}. Ele deixa as linhas verticais invariantes, mas inclina todas as outras retas no ponto em que elas encontram o eixo {\displaystyle y}. Linhas horizontais, em particular, são inclinadas pelo ângulo de inclinação {\displaystyle \varphi } para se tornar retas com inclinação {\displaystyle m}.

### Transformações de cisalhamento gerais
Para um espaço vetorial V e um subespaço W, um cisalhamento que fixa W translada todos os vetores paralelamente a W.
Mais precisamente, se V é a soma direta de W e W', e os vetores de V são escritos como
v = w + w'
respectivamente, um típico cisalhamento que fixa W é L onde
L(v) = (w + Mw') + w '
em que M é uma transformação linear de W' em W. Portanto, em termos de matriz em blocos L pode ser representada como
{\displaystyle {\begin{pmatrix}I&M\\0&I\end{pmatrix}}}

## Aplicações
As seguintes aplicações das transformações de cisalhamento foram observadas por William Kingdon Clifford:

Uma sucessão de cisalhamentos nos permite reduzir qualquer figura delimitada por linhas retas a um triângulo de mesma área.
... podemos cisalhar qualquer triângulo transformando-o em um triângulo retângulo, e isto não alterará a sua área. Assim, a área de qualquer triângulo é metade da área do retângulo com a mesma base e a altura igual à perpendicular a base do ângulo oposto.
A preservação da área por cisalhamentos é uma propriedade que pode ser usada para obter resultados envolvendo áreas. Por exemplo, o teorema de Pitágoras foi ilustrado com transformações de cisalhamento.
Um algoritmo devido a Alan W. Paeth utiliza uma sequência de três transformações de cisalhamento (horizontal, vertical e novamente horizontal) para girar uma imagem digital por um ângulo arbitrário. O algoritmo é muito simples de implementar, e muito eficiente, uma vez que cada etapa processa apenas uma coluna ou uma linha de pixels de cada vez.
O texto em itálico pode ser pensado como o resultado de aplicar um cisalhamento ao texto normal.